# Casa al carrer d'en Bac de Roda, 15 (Roda de Ter)
La Casa al carrer d'en Bac de Roda, 15 és una obra de Roda de Ter (Osona) inclosa a l'Inventari del Patrimoni Arquitectònic de Catalunya.

## Descripció
Malgrat que la casa hagi estat reformada del tot, el primer i el segon pis conserven l'estructura clàssica de la façana original. Està formada per quatre eixos verticals i dos traços. Totes les obertures, finestres o balcons, presenten la mateixa decoració: un ampit motllurat, una motllura que recorre els brancals i una motllura simulant un frontó peraltat.

## Història
Les cases del nucli antic de Roda evolucionen a partir d'una estructura molt simple de dues parets unides per un embigat, de planta baixa i dos pisos, cap a estructures més complexes, com aquesta, en què es repeteixen els mòduls de l'estructura bàsica al llarg de la façana, es converteixen en habitatges plurifamiliars i els baixos, d'ús independent, són transformats en botigues o tallers.